# خالد سكاح
خالد سكاح (ولد في 29 يناير 1967، ميدلت) عداء مغربي. أحرز الميدالية الذهبية لسباق الجري لمسافة 10,000م، في أولمبياد 1992 في مدينة برشلونة الإسبانية، مسجلاً زمنًا مقداره 27,47,60 دقيقة. احرز كذلك الميدالية الذهبية في بطولة العالم الثالثة لهذا السباق، التي أقيمت عام 1994م في مدينة أوسلو، وفي العام نفسه أحرز ميدالية ذهبية أخرى، لفوزه بالمركز الأول في سباق الجري لمسافة 10,000م، في كأس العالم السابعة لألعاب القوى التي أقيمت في مدينة لندن.

## وصلات خارجية
- خالد سكاح على موقع الاتحاد الدولي لألعاب القوى (الإنجليزية)
- خالد سكاح على موقع اللجنة الأولمبية الدولية (الإنجليزية)
- خالد سكاح على موقع أوليمبيديا (الإنجليزية)
- خالد سكاح على موقع اللجنة الأولمبية المغربية (الفرنسية)
- (فيديو) - خالد سكاح يتحدث ان اختطاف ابنائه من طرف زوجته النرويجية وسفارة النرويج قناة الجزيرة. على يوتيوب